# Echidna (mitologia)
Echidna (in greco antico: Ἔχιδνα?, Échidna) è un personaggio della mitologia greca che aveva la forma di un corpo di donna che terminava con una coda di serpente al posto delle gambe.

## Genealogia
La figura di Echidna è stata ripresa da vari autori.
Esiodo fa riferimenti a Ceto e non specifica se il padre di Echidna è il marito di Ceta Forco; poi definisce Echidna figlia di Crisaore e di un'altra oceanina, Calliroe, e quindi sorella di Gerione. Pausania cita come madre di Echidna l'oceanina Stige, mentre Apollodoro la considera figlia di Tartaro e Gaia.
Le sono stati attribuiti molti figli mostruosi, avuti non sempre dallo stesso compagno. Unendosi a Tifone generò Ortro e Cerbero, la Sfinge, l'Idra di Lerna e la Chimera. Unendosi al figlio Ortro generò il leone di Nemea e, secondo Esiodo, sempre da Ortro e non da Tifone partorì anche Sfinge.
Secondo alcuni, anche il drago Ladone e l'avvoltoio che torturava il titano Prometeo, quando quest'ultimo era incatenato sul Caucaso, erano figli di Echidna. Pare che anche la scrofa di Crommio fosse figlia di Tifone ed Echidna. Anche Porcete e Caribea (i due serpenti che assalirono e uccisero Laocoonte e i suoi figli) e il drago della Colchide (che custodiva il vello d'oro) erano loro figli.
Si racconta che Echidna ebbe tre figli da Eracle: Agatirso, Gelono e Scite (capostipite degli sciti). Infatti, mentre Eracle stava conducendo da Euristeo la mandria di Gerione durante la decima delle sue fatiche, Echidna gli rubò la mandria e le cavalle e glieli riconsegnò solo dopo aver goduto dell'eroe.

## Mitologia
Viveva rinchiusa in una caverna della Cilicia, nel paese degli Arimi. Altre tradizioni la pongono nel Peloponneso: qui sarebbe stata uccisa da Argo dai cento occhi, perché aveva l'abitudine di divorare i passanti.
Gli abitanti delle colonie greche del Ponto Eusino raccontavano su Echidna una leggenda diversa: una volta giunto in Scizia, Eracle mise i suoi cavalli a pascolare prima di addormentarsi; al risveglio non li trovò più. Cercandoli, si imbatté nel mostro Echidna che viveva in una caverna e che gli promise di restituirgli i cavalli se si fosse unito a lei. Eracle accettò ed essi ebbero tre figli: Agatirso; Gelono, eponimo della città di Gelona; Scite, che dette il nome alla stirpe degli Sciti.